# 中国航天科工集团

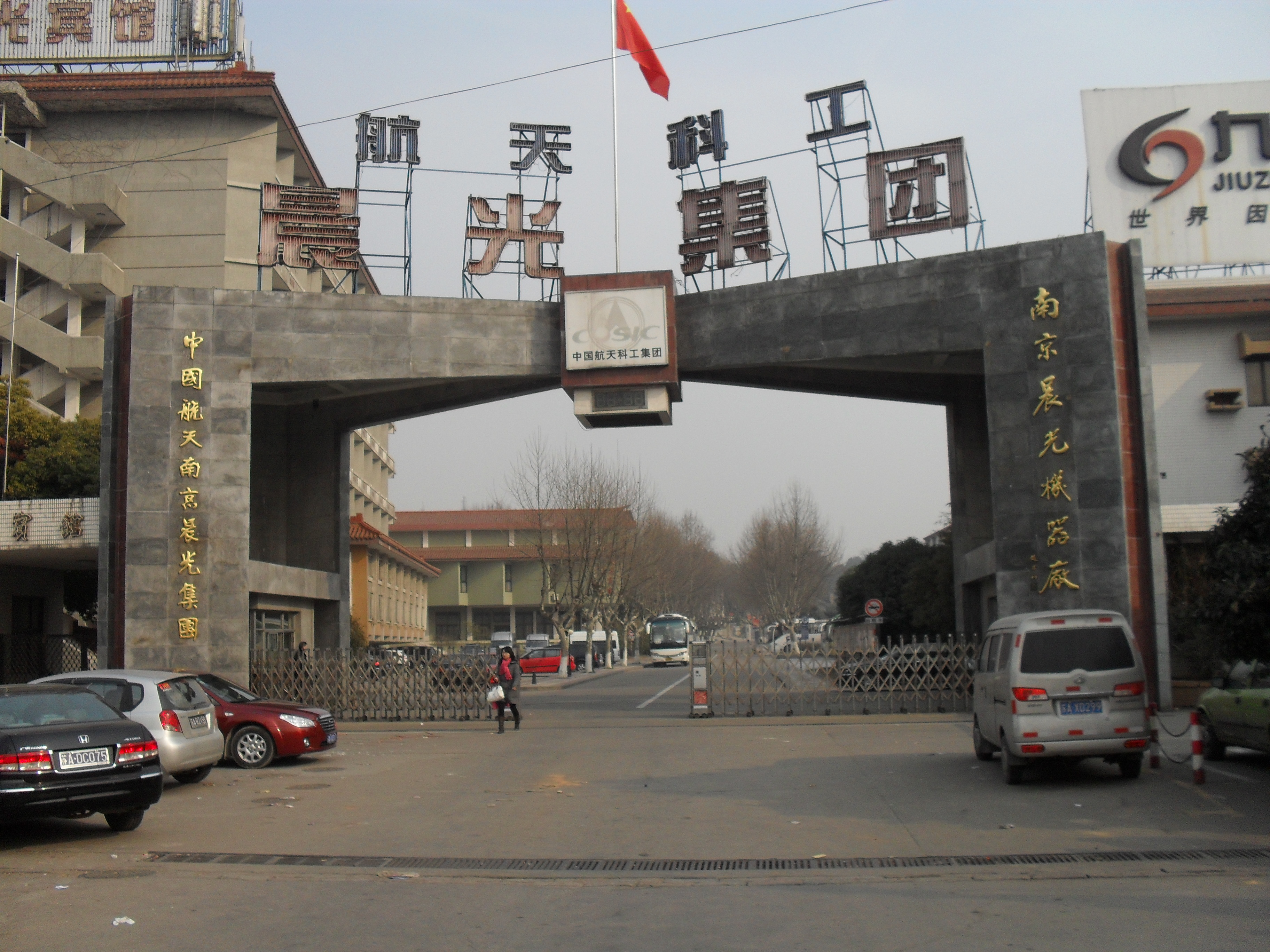
航天科工南京晨光集团大门

中国航天科工集团有限公司（英語：China Aerospace Science & Industry Corporation，缩写：CASIC），简称航天科工集团，是中华人民共和国一家主要从事导弹工业、航天工业装备研究、设计、制造、发射与维护的特大型中央企业。
航天科工集团主要涉及导弹武器系统的研发和制造（包括地对地导弹、防空导弹和巡航导弹），以及微型卫星技术、固体运载火箭和信息技术的研发。

## 历史
1999年7月，随着五大军工总公司拆分为10个军工集团，中国航天工业总公司拆分为中国航天科技集团公司、中国航天机电集团公司。2001年7月，中国航天机电集团公司改名中国航天科工集团公司。2017年11月再次改名为中国航天科工集团有限公司。

## 组织架构
集团下属单位包括：
- 中国航天科工信息技术研究院（第一研究院）
- 中国航天科工防御技术研究院（第二研究院）
- 中国航天科工飞航技术研究院（第三研究院）
- 中国航天科工运载技术研究院（中国航天三江集团公司，第四研究院）
- 中国航天科工动力技术研究院（中国河西化工机械公司，第六研究院）
- 航天科工火箭技术有限公司（簡稱火箭公司;Expace）首家商業公司於2016年2月16日在武漢註冊成立，隶属于中国航天科工集团第四研究院。
- 航天信息股份有限公司（SHA：600271）39.8%
  - 香港愛信諾（國際）有限公司
  - 澳門愛信諾（國際）有限公司
  - 美國愛瑞技術開發公司

航天科工集团旗下有8家A股上市公司和1家H股上市公司：航天信息（上交所：600271）、航天通信（上交所：600677）、航天晨光（上交所：600501）、航天发展（深交所：000547）、航天长峰（上交所：600855）、航天科技（深交所：000901）、航天电器（深交所：002025）、锐科激光（深交所：300747）、宏华集团（港交所：00196）。其中，航天通信拟从上海证券交易所退市。